# Juan Albano Pereira de la Cruz
Juan Albano Pereira de la Cruz o Juan Albano Cruz (Talca, 1780-Santiago, 1831) fue un patriota, diputado y senador chileno.

## Primeros años de vida
Hijo de Juan Albano Pereira Márquez y de Bartolina de la Cruz y Bahamonde, nació en San Agustín de Talca en 1780. Era hermano de Casimiro Albano Cruz y sobrino del conde del Maule.
Contrajo matrimonio con María Jesús Vergara y Rojas en 1795 con quien tuvo once hijos: Juan, Lorenza, María, Mercedes, Rosario, Dolores, Pilar, Nicolás, Nicolasa, Marcelina y Matilde. Falleció en Santiago, Chile, en 1831.

## Vida pública

### Senador
Fue elegido senador interino por Colchagua, para integrar la "Comisión Nacional" (14 de julio de 1827-4 de febrero de 1828); fue designado el 14 de julio de 1827 y desempeño su cargo hasta la incorporación de los senadores electos por las respectivas Asambleas.

### Diputado
Electo diputado suplente por Talca, en las Asambleas Provinciales de 1825, Asamblea Provincial de Santiago (3 de septiembre-8 de octubre de 1825)
Electo diputado propietario por Colchagua, en el segundo lugar, y le correspondía el puesto, en el Congreso General Constituyente de 1828(25 de febrero-7 de agosto de 1828); estaba enfermo, se excusó y no se presentó a jurar.
Diputado por Colchagua, en el I Congreso Nacional, Primer Periodo Legislativo(6 de agosto de 1828-31 de enero de 1829).
Electo diputado propietario por Linares, en el II Congreso Nacional, Segundo Periodo Legislativo (1 de agosto-6 de noviembre de 1829). Integró la Comisión Permanente de Comercio.

## Formación de laProvincia de Colchaguay deTalca
En 1826, intervino en el proyecto ley del 30 de agosto de ese año, relativo a la división del país en ocho provincias, correspondiéndole a Talca formar parte de la provincia de Colchagua. Al discutirse seis meses más tarde en el Congreso, la demarcación definitiva de las provincia, el señor Albano, diputado por Talca, pedía que se formase allí una provincia separada, extendiéndose de mar a cordillera y que estuviera limitada al norte con Lontué y al sur con el río Maule. Esta idea y la de designar a la ciudad de Talca como capital, honor que recayó finalmente en la villa de Curicó, no fueron aprobadas lo que causó el disgusto de Albano y su pueblo y que se demostró en manifestaciones en contra del gobierno aludiendo que no pensaban depender de Curicó. Se repitieron las peticiones y las protestas, hasta que en 1827 se creó una junta de vecinos llamada Comisión Representativa, cuya actitud, en cierto modo revolucionaria, alertó al gobierno. El 5 de agosto de 1833 se consiguió la dictación de la ley que tanto había peleado Juan Albano, en los términos que él deseaba y Talca fue denominada provincia.